# Dalmacije
Dalmacije († 337.), puno ime Flavius Dalmatius, od 335. do smrti (Caesar)  u Rimu strica Konstantina I. Velikog.